# Unione Calcio Sampdoria 1969-1970
Questa voce raccoglie le informazioni riguardanti l'Unione Calcio Sampdoria nelle competizioni ufficiali della stagione 1969-1970.

## Stagione
Nella stagione 1969-1970 la Sampdoria disputa il campionato di Serie A, ottiene 24 punti e sipiazza in tredicesima posizione. Lo scudetto è vinto dal Cagliari con 45 punti davanti all'Inter con 41 punti, retrocedono Brescia e Palermo con 20 punti, ed il Bari con 19 punti.
La Sampdoria 1969-1970, guidata da Fulvio Bernardini, si presentò al via del campionato con cinque nuovi giocatori: Renzo Corni e Carlo Jacomuzzi prelevati dal Torino, Ubaldo Spanio dal Mantova, Romeo Benetti dalla Juventus e il danese Harald Nielsen dal Napoli, a fronte delle cessioni alla Juventus di Francesco Morini e di Roberto Vieri. Nonostante i nuovi arrivi, la compagine blucerchiata capitanata da Mario Frustalupi non andò oltre il 13º posto, l'ultimo utile per la salvezza: decisiva si rivelò la vittoria ottenuta sul Palermo nello scontro-salvezza della 26ª giornata, giocato il 29 marzo 1970 e vinto per 1-0 grazie ad una rete di Giancarlo Salvi.
In Coppa Italia la Sampdoria venne eliminata al primo turno. Inserita nel girone 4 totalizzò due pareggi nel Derby con il Genoa (1-1) e con l'Inter (0-0) e una sconfitta con il Pisa (2-1).

## Rosa
| N. |                   | Ruolo | Calciatore            |
| -- | ----------------- | ----- | --------------------- |
|    | Italia (bandiera) | P     | Pietro Battara        |
|    | Italia (bandiera) | P     | Ermes Paterlini       |
|    | Italia (bandiera) | D     | Domenico Arnuzzo      |
|    | Italia (bandiera) | D     | Giuseppe Sabadini     |
|    | Italia (bandiera) | D     | Pietro Sabatini       |
|    | Italia (bandiera) | D     | Ubaldo Spanio         |
|    | Italia (bandiera) | D     | Giorgio Garbarini     |
|    | Italia (bandiera) | D     | Angelo Colletta       |
|    | Italia (bandiera) | D     | Piergiorgio Negrisolo |
|    | Italia (bandiera) | D     | Giovanni Delfino      |
|    | Italia (bandiera) | C     | Renzo Corni           |

| N. |                      | Ruolo | Calciatore         |
| -- | -------------------- | ----- | ------------------ |
|    | Italia (bandiera)    | C     | Romeo Benetti      |
|    | Italia (bandiera)    | C     | Giancarlo Morelli  |
|    | Italia (bandiera)    | C     | Mario Frustalupi   |
|    | Italia (bandiera)    | C     | Fulvio Francesconi |
|    | Italia (bandiera)    | C     | Rocco Fotia        |
|    | Italia (bandiera)    | C     | Giancarlo Salvi    |
|    | Italia (bandiera)    | C     | Mario Morello      |
|    | Danimarca (bandiera) | A     | Harald Nielsen     |
|    | Italia (bandiera)    | A     | Ermanno Cristin    |
|    | Italia (bandiera)    | A     | Carlo Jacomuzzi    |

## Risultati

### Serie A

#### Girone di andata
| Genova 14 settembre 1969 1ª giornata | Sampdoria     | 0 – 0 | Cagliari | Stadio Luigi Ferraris (25935 spett.)\| Arbitro: \| Motta (Monza) \| |
| Arbitro:                             | Motta (Monza) |       |          |                                                                     |

| Arbitro: | Sbardella (Roma) |

|                                      |           |             |
| Salvi 44’ (aut.) Moschino 64’ (rig.) | Marcatori | 37’ Cristin |

| Arbitro: | Toselli (Cormons) |

|              |           |  |
| Esposito 42’ | Marcatori |  |

| Genova 5 ottobre 1969 4ª giornata | Sampdoria      | 0 – 0 | Juventus | Stadio Luigi Ferraris (32383 spett.)\| Arbitro: \| Monti (Ancona) \| |
| Arbitro:                          | Monti (Ancona) |       |          |                                                                      |

| Arbitro: | Vacchini (Milano) |

|          |           |  |
| Ghio 32’ | Marcatori |  |

| Genova 19 ottobre 1969 6ª giornata | Sampdoria           | 0 – 0 | Napoli | Stadio Luigi Ferraris (17915 spett.)\| Arbitro: \| Francescon (Padova) \| |
| Arbitro:                           | Francescon (Padova) |       |        |                                                                           |

| Bari 26 ottobre 1969 7ª giornata | Bari               | 0 – 0 | Sampdoria | Stadio della Vittoria (27479 spett.)\| Arbitro: \| Carminati (Milano) \| |
| Arbitro:                         | Carminati (Milano) |       |           |                                                                          |

| Arbitro: | Barbaresco (Cormons) |

|                   |           |  |
| Sabadini 25’, 87’ | Marcatori |  |

| Arbitro: | Vacchini (Milano) |

|                                    |           |                                         |
| Spinosi 9’ Capello 29’ Braglia 48’ | Marcatori | 62’ Frustalupi 72’ Colletta 86’ Benetti |

| Arbitro: | De Marchi (Pordenone) |

|             |           |            |
| Cristin 77’ | Marcatori | 53’ Combin |

| Arbitro: | Carminati (Milano) |

|                                             |           |  |
| Pellizzaro 2’, 39’ S. Bercellino 35’ (rig.) | Marcatori |  |

| Arbitro: | Gussoni (Tradate) |

|  |           |                   |
|  | Marcatori | 55’ (rig.) Vitali |

| Arbitro: | Motta (Monza) |

|             |           |             |
| Clerici 26’ | Marcatori | 23’ Cristin |

| Genova 28 dicembre 1969 14ª giornata | Sampdoria         | 0 – 0 | Bologna | Stadio Luigi Ferraris (15852 spett.)\| Arbitro: \| Vacchini (Milano) \| |
| Arbitro:                             | Vacchini (Milano) |       |         |                                                                         |

| Arbitro: | Acernese (Roma) |

|                                |           |                         |
| Bertini 34’ Facchetti 71’, 79’ | Marcatori | 26’ Corni 74’ Negrisolo |

#### Girone di ritorno
| Arbitro: | Michelotti (Parma) |

|                                      |           |  |
| Domenghini 3’, 87’ Riva 76’ Gori 78’ | Marcatori |  |

| Arbitro: | Francescon (Padova) |

|           |           |             |
| Salvi 15’ | Marcatori | 50’ Ferrini |

| Arbitro: | Torelli (Milano) |

|                |           |                                           |
| Francesconi 7’ | Marcatori | 54’ Merlo 68’ (aut.) Battara 90’ Chiarugi |

| Arbitro: | Toselli (Cormons) |

|                         |           |  |
| Anastasi 30’ Zigoni 68’ | Marcatori |  |

| Arbitro: | Monti (Ancona) |

|  |           |                               |
|  | Marcatori | 30’ Ghio 59’ (aut.) Garbarini |

| Arbitro: | Acernese (Roma) |

|  |           |                     |
|  | Marcatori | 37’ Salvi 76’ Fotia |

| Arbitro: | Carminati (Milano) |

|                     |           |  |
| Colautti 21’ (aut.) | Marcatori |  |

| Brescia 8 marzo 1970 23ª giornata | Brescia        | 0 – 0 | Sampdoria | Stadio Mario Rigamonti (11015 spett.)\| Arbitro: \| Pieroni (Roma) \| |
| Arbitro:                          | Pieroni (Roma) |       |           |                                                                       |

| Arbitro: | Barbaresco (Cormons) |

|                       |           |  |
| Corni 49’ Cristin 85’ | Marcatori |  |

| Milano 22 marzo 1970 25ª giornata | Milan             | 0 – 0 | Sampdoria | Stadio San Siro (37173 spett.)\| Arbitro: \| D'Agostini (Roma) \| |
| Arbitro:                          | D'Agostini (Roma) |       |           |                                                                   |

| Arbitro: | Acernese (Mestre) |

|             |           |  |
| G. Salvi 8’ | Marcatori |  |

| Arbitro: | Motta (Monza) |

|                              |           |                 |
| Vitali 70’ Spanio 79’ (aut.) | Marcatori | 55’ Francesconi |

| Arbitro: | Di Tonno (Lecce) |

|                            |           |            |
| Frustalupi 44’ Benetti 53’ | Marcatori | 8’ Clerici |

| Arbitro: | Calì (Roma) |

|             |           |                 |
| Mujesan 23’ | Marcatori | 54’ Francesconi |

| Arbitro: | Michelotti (Parma) |

|  |           |                                                             |
|  | Marcatori | 30’ Bertini 32’, 42’ Jair 64’ (rig.) S. Mazzola 90’ Vanello |

### Coppa Italia

#### Primo turno
| Arbitro: | Sbardella (Roma) |

|              |           |             |
| Osterman 45’ | Marcatori | 69’ Benetti |

| Genova 3 settembre 1969 2ª giornata | Sampdoria         | 0 – 0 | Inter | Stadio Luigi Ferraris (circa 20000 spett.)\| Arbitro: \| D'Agostini (Roma) \| |
| Arbitro:                            | D'Agostini (Roma) |       |       |                                                                               |

| Arbitro: | Michelotti (Parma) |

|                                 |           |             |
| Baisi 21’ (rig.) Abbondanza 33’ | Marcatori | 78’ Benetti |

## Statistiche

### Statistiche di squadra
| Competizione | Punti | In casa | In casa | In casa | In casa | In casa | In casa | In trasferta | In trasferta | In trasferta | In trasferta | In trasferta | In trasferta | Totale | Totale | Totale | Totale | Totale | Totale | DR  |
| Competizione | Punti | G       | V       | N       | P       | Gf      | Gs      | G            | V            | N            | P            | Gf           | Gs           | G      | V      | N      | P      | Gf     | Gs     | DR  |
| ------------ | ----- | ------- | ------- | ------- | ------- | ------- | ------- | ------------ | ------------ | ------------ | ------------ | ------------ | ------------ | ------ | ------ | ------ | ------ | ------ | ------ | --- |
| Serie A      | 24    | 15      | 5       | 6       | 4       | 11      | 14      | 15           | 1            | 6            | 8            | 11           | 23           | 30     | 6      | 12     | 12     | 22     | 37     | -15 |
| Coppa Italia | 2     | 1       | 0       | 1       | 0       | 0       | 0       | 2            | 0            | 1            | 1            | 2            | 3            | 3      | 0      | 2      | 1      | 2      | 3      | -1  |
| Totale       |       | 16      | 5       | 7       | 4       | 11      | 14      | 17           | 1            | 7            | 9            | 13           | 26           | 33     | 6      | 14     | 13     | 24     | 40     | -16 |

### Statistiche dei giocatori
| Giocatore      | Serie A  | Serie A | Coppa Italia | Coppa Italia | Totale   | Totale |
| Giocatore      | Presenze | Reti    | Presenze     | Reti         | Presenze | Reti   |
| -------------- | -------- | ------- | ------------ | ------------ | -------- | ------ |
| D. Arnuzzo     | 1        | 0       | -            | -            | 1        | 0      |
| P. Battara     | 30       | -37     | 3            | -3           | 33       | -40    |
| R. Benetti     | 27       | 2       | 3            | 2            | 30       | 4      |
| A. Colletta    | 8        | 1       | -            | -            | 8        | 1      |
| R. Corni       | 17       | 2       | 3            | 0            | 20       | 2      |
| E. Cristin     | 22       | 4       | 1            | 0            | 23       | 4      |
| G. Delfino     | 5        | 0       | 1            | 0            | 6        | 0      |
| R. Fotia       | 11       | 1       | -            | -            | 11       | 1      |
| F. Francesconi | 14       | 3       | 3            | 0            | 17       | 3      |
| M. Frustalupi  | 25       | 2       | 3            | 0            | 28       | 2      |
| G. Garbarini   | 21       | 0       | 3            | 0            | 24       | 0      |
| C. Jacomuzzi   | 4        | 0       | -            | -            | 4        | 0      |
| G. Morelli     | 16       | 0       | -            | -            | 16       | 0      |
| M. Morello     | 11       | 0       | -            | -            | 11       | 0      |
| P. Negrisolo   | 19       | 1       | -            | -            | 19       | 1      |
| H. Nielsen     | 4        | 0       | 3            | 0            | 7        | 0      |
| G. Sabadini    | 30       | 2       | 3            | 0            | 33       | 2      |
| P. Sabatini    | 30       | 0       | 3            | 0            | 33       | 0      |
| G. Salvi       | 22       | 3       | 3            | 0            | 25       | 3      |
| U. Spanio      | 28       | 0       | 2            | 0            | 30       | 0      |